# (7267) Victormeen
(7267) Victormeen est un astéroïde de la ceinture principale aréocroiseur.

## Description
(7267) Victormeen est un astéroïde aréocroiseur. Il présente une orbite caractérisée par un demi-grand axe de 2,35 UA, une excentricité de 0,34 et une inclinaison de 22,6° par rapport à l'écliptique.

## Compléments